# Lydienne Yen-Eyoum
 (mars 2025).
Lydienne Yen-Eyoum, née le 28 juin 1959, est une avocate franco-camerounaise, arrêtée en 2010 au Cameroun, détenue dans des conditions inhumaines, quatre ans dans l’attente d’un procès puis condamnée  à vingt-cinq ans de prison. Les Nations unies ont estimé en juin 2015, que son arrestation et son incarcération étaient « arbitraires ». Elle est finalement libérée en juillet 2016.

## Biographie
Avocate au barreau de Douala,  Lydienne Yen-Eyoum se marie en août 2006 avec un Français, Michel Loyse, ex-directeur d’une banque française au Cameroun. Elle est avocate de l’État camerounais au moment de son arrestation, en janvier 2010, dans le cadre de l’opération Épervier,. Cette opération est théoriquement une opération judiciaire camerounaise s’inscrivant dans le cadre de la lutte anti-corruption. Mais elle a  aussi servi de prétexte au pouvoir pour se débarrasser de concurrents potentiels du Président. En l’occurrence, Lydienne Yen Eyoum est accusée de détournement de fonds alors qu’elle avait réussi à récupérer une créance de la filiale camerounaise de la Société générale, agissant sur instruction du ministre des Finances. Un arrangement en coulisses entre la banque et le pouvoir, et la volonté de faire tomber le ministre des Finances, aurait fait d’elle un bouc émissaire,.
Elle obtient la nationalité française en septembre 2010, en détention. Ceci lui permet de porter plainte à Paris, en juillet 2011, une procédure défendue par ses avocats français, Caroline Wassermann et Christian Charrière-Bournazel, et lancée notamment contre le président camerounais Paul Biya, pour « détention arbitraire, tortures et actes de barbarie ». Lydienne Yen-Eyoum est détenue à la prison de Kondengui, où 800 places sont disponibles pour 4 500 détenus, dont beaucoup portent des fers aux pieds. Elle est prise à partie par certaines de ses codétenues, avant d'être placée en cellule individuelle. Malgré l'avis contraire du parquet de Paris, une juge d'instruction française, Sylvia Zimmermann, décide d'enquêter sur ces faits, la détention provisoire de Lydienne Yen-Eyoum dépassant déjà les limites fixées par la loi camerounaise.
Fin 2014, après plusieurs années de détention sans procès, elle est condamnée à vingt-cinq ans d’emprisonnement par un tribunal criminel spécial. Le 9 juin 2015, cette condamnation est confirmée par la Cour suprême camerounaise, le dernier niveau de juridiction du Cameroun. Peu de temps après, saisies par les avocats de Lydienne Yen Eyoum, les Nations unies estiment que cette arrestation et cette incarcération sont « arbitraires ». 
Le 4 juillet 2016, une remise totale de la peine restante à purger est accordée par Paul Biya dans un décret présidentiel. Elle est libérée et prise en charge par l’ambassade de France.